# Sojuz 29
Sojuz 29 (ryska: Союз-29) var en flygning i det sovjetiska rymdprogrammet. Flygningen gick till rymdstationen Saljut 6. Farkosten sköts upp med en Sojuz-U-raket från Kosmodromen i Bajkonur den 15 juni 1978. Den dockade med rymdstationen den 16 juni 1978. Det var besättningen från Sojuz 31 som vid flygningens slut landade med kapseln. Farkosten lämnade rymdstationen den 3 september 1978. Några timmar senare återinträdde den i jordens atmosfär och landade i Sovjetunionen.